# Heliconius banghaasi
Heliconius banghaasi är en fjärilsart som beskrevs av Heinrich Neustetter 1926. Heliconius banghaasi ingår i släktet Heliconius och familjen praktfjärilar. Inga underarter finns listade i Catalogue of Life.